# Варавина
Варавина, в верхнем течении Локнянка — река в России, протекает по Палкинскому району Псковской области. Устье реки находится в 8 км по правому берегу реки Щепец. Длина реки — 21 км.
У истока по берегам Локнянки стоят деревни Васильевской волости: Подчерничье, Локно, Зубовщина, Усох, Васильево, Казаково, Петригино, Ирхино, Фишово и Лухново.

## Данные водного реестра
По данным государственного водного реестра России относится к Балтийскому бассейновому округу, водохозяйственный участок реки — Великая. Относится к речному бассейну реки Нарва (российская часть бассейна).
Код объекта в государственном водном реестре — 01030000212102000029034.